# Tsendiin Damdinsüren

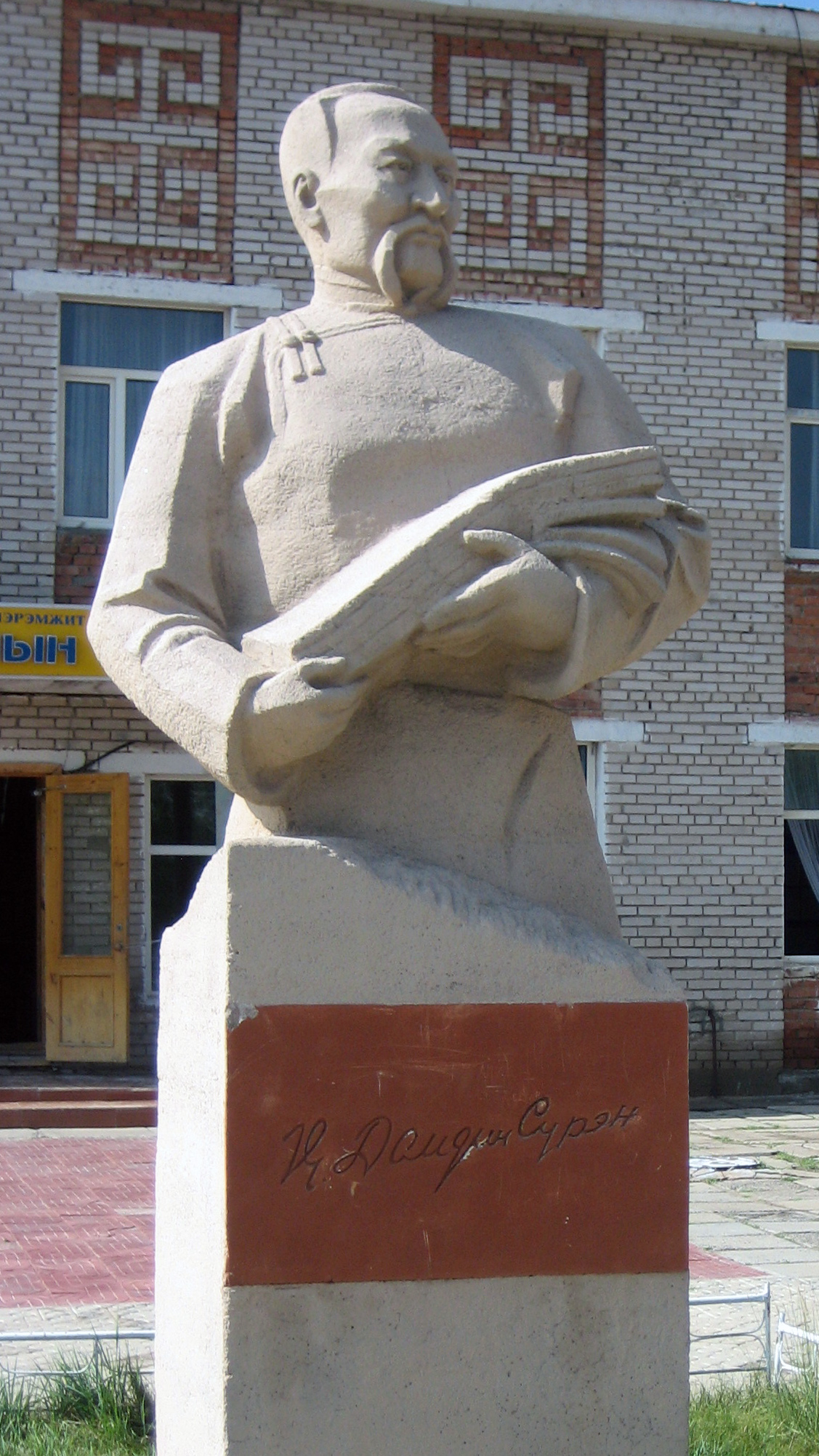
Statue des Tsendiin Damdinsüren in Tschoibalsan (2010)

Tsendiin Damdinsüren (mongolisch Цэндийн Дамдинсүрэн; * 1903; † 27. Mai 1986) war ein mongolischer Schriftsteller und gilt als Mitbegründer der modernen mongolischen Literatur.

## Leben
Der im Jahr 1903 (und nicht – wie früher behauptet – 1908) geborene Sohn schriftkundiger Viehhirten erhielt eine Ausbildung in der Bezirkskanzlei und war nach der Revolution von 1921 in verantwortlichen Funktionen tätig, so als Armeeschreiber, Zeitungsredakteur und 1929 als Vorsitzender des Gewerkschaftsbundes. Im Januar 1929 gehörte er zu den Mitbegründern des (ersten) Schriftstellerzirkels der Mongolei.
Damdinsüren studierte von 1933 bis 1938 am Institut für Orientalistik in Leningrad. Nach seiner Rückkehr fünfzehn Monate unschuldig in Untersuchungshaft, arbeitete er von 1939 bis 1946 im Wissenschaftskomitee und ab 1942 als Chefredakteur der größten Zeitung Ünen. Damdinsüren, der maßgeblich an der Schaffung des neuen mongolischen Alphabets sowie einer modernen Orthographie und Morphologie der mongolischen Sprache beteiligt war, promovierte 1950 nach einer Aspirantur am Institut für Orientalistik in Leningrad über das Geser- Epos.
1953 bis 1955 war er Vorsitzender des Schriftstellerverbandes, außerdem unter anderem langjähriger Parlamentsabgeordneter und Mitglied des Weltfriedensrates. Zum Professor ernannt, wurde er Sektionsdirektor für Sprachen und Literatur der 1961 gegründeten Akademie der Wissenschaften. Mehrfach wurde Damdinsüren wegen „politischer Abweichungen“ gemaßregelt.

## Werk
Der auch international hochangesehene Nestor der mongolischen Literaturwissenschaft leistete einen herausragenden Beitrag zur Erschließung der alten mongolischen Literatur, unter anderem mit der Übersetzung der Geheimen Geschichte in das moderne Mongolisch, mit seinen Arbeiten zur mongolischen Epik und als Herausgeber und Hauptautor einer grundlegenden dreibändigen mongolischen Literaturgeschichte (1957/76).
Neben vielen weiteren literatur- und sprachwissenschaftlichen Arbeiten initiierte er auch die ersten Werkausgaben der mongolischen Nationaldichter Daschdordschiin Natsagdordsch (1945) und Dulduityn Rawdschaa (1962). Im Jahr 1950 verfasste Damdinsüren den Text für die Nationalhymne der Mongolei, der mit einigen Änderungen und Ergänzungen bis heute verwendet wird.
Damdinsüren, der seit 1926 mit kleinen Märchen-Geschichten und Gedichten hervorgetreten war, veröffentlichte bereits 1929 sein erstes und bedeutendstes größeres Prosawerk, die Erzählung Das verschmähte Mädchen (dt. 1976). Sie steht am Anfang der modernen mongolischen Prosa und nimmt auch deshalb eine Schlüsselfunktion ein, weil hier erstmals ein mongolischer Autor Menschen aus den unteren sozialen Schichten mit ihren Konflikten mittels realistischer Mittel und über einen längeren Handlungszeitraum gestaltet.
Damdinsürens poetische Konzeption ist geprägt durch seine engen Beziehungen zur Volksdichtung und die thematische Aufgeschlossenheit für die Traditionen und ethischen Werte der Viehhüter. So knüpft sein Poem Mein grauhaariges Mütterchen (1934), in dem er die Sehnsucht nach der Heimat und die tiefe Liebe zu seiner Mutter gestaltet, an Motive der Folklore an. Bekannt wurden neben Natur- und Liebesgedichten sein Loblied auf den Recken Geser (1941) und das Poem Der Polarstern (1944). Damdinsüren verfasste auch das Libretto zur Nationaloper Die drei traurigen Hügel (1942) nach dem 1934 entstandenen Theaterstück seines Freundes Daschdordschiin Natsagdordsch. In dieser „dunklen“ Zeit veröffentlichte er auch einige kurze Erzählungen wie Die zwei weißen Dinge (1945, dt. 1976). Neben den frühen Erzählungen Tschadraabalyn Lodoidambas gehören sie zu den wenigen nennenswerten Prosawerken der Tschoibalsan-Ära (1937/38 bis 1952). Später veröffentlichte Damdinsüren, der sich nach 1945 vor allem der wissenschaftlichen Arbeit widmete, neben einzelnen Gedichten noch einige Erzählungen, die sich mit ethischen Fragen auseinandersetzen: Der Bulle Gombo (1953), Der Teufel (1964) und Der volle Koffer (1965). Sein Erzählungsband Eine ungewöhnliche Hochzeit erschien 1966.
Damdinsüren, der zu den bedeutenden Übersetzern von Werken der Weltliteratur ins Mongolische gehört (Schiller, Puschkin, Lermontow, Balzac, Petőfi, Majakowski, Neruda und andere), verstarb als hoch angesehener Wissenschaftler und Schriftsteller.

## Übersetzungen
- in: Erkundungen. 20 mongolische Erzählungen, (Ost-)Berlin 1976
- in: Mongolische Notizen, Heft 17/2008
- in: Es wandern die Zeiten unter dem Ewigen Himmel. Eine Perlenkette mongolischer Dichtung, Leipzig 2014